# Takeo
Ne doit pas être confondu avec Ta Keo.
Takeo, ou Takeo Chhuk, est une ville du sud du Cambodge, chef-lieu de la province du même nom. En 1998, elle comptait un peu moins de 40 000 habitants.